# 海川鎮
新疆生产建设兵团第十师一八八团是中华人民共和国新疆生产建设兵团第十师下辖的一个团，与新疆维吾尔自治区北屯市海川镇实行“团镇合一”的管理体制。

## 行政区划
新疆生产建设兵团第十师一八八团下辖以下单位：碧海社区、星海社区、一连、二连、三连、四连、五连、六连、七连、八连、九连、十连。